# رادومسکو
رادومسکو (به لاتین: Radomsko) یک شهر در لهستان است که در شهرستان رادومسکو واقع شده‌است.

## خصوصیات
رادومسکو ۶۲٫۰۱ کیلومترمربع مساحت و ۵۰٬۶۱۸ نفر جمعیت دارد.

## خواهرخوانده
شهرهای ماکو (مجارستان) و لینکلن، انگلستان خواهرخوانده‌های رادومسکو هستند.